# Oleg Makarov
Oleg Grigorjevitsj Makarov (Russisch: Оле́г Григо́рьевич Мака́ров) (Oedomlja, 6 januari 1933 – Moskou, 28 mei 2003) was een Russisch ruimtevaarder. Makarov zijn eerste ruimtevlucht was Sojoez 12 en vond plaats op 27 september 1973. Het was de eerste vlucht van het herziene ontwerp van het Sojoez ruimtevaartuig. Missiedoel was om de gemodificeerde boordsystemen uit te testen.
In totaal heeft Makarov vier ruimtevluchten op zijn naam staan. In 1986 verliet hij Roskosmos en ging hij als astronaut met pensioen. Hij overleed in 2003 aan een hartinfarct.